# انیمال پلانت
انیمال پلانت (به انگلیسی: Animal Planet) نام شبکه تلویزیونی است. شبکه تلویزیون انیمال پلانت
، برنامه‌های مستند با کیفیت بسیار بالا از طبیعت تولید و پخش می‌کند.
شبکه تلویزیونی انیمال پلانت در تاریخ ۱ ژانویه ۱۹۹۷ میلادی پخش برنامه‌های خود را آغاز کرد.